# Зноб-Новгородська селищна рада
Зноб-Но́вгородська се́лищна ра́да — орган місцевого самоврядування в Середино-Будському районі Сумської області. Адміністративний центр — селище міського типу Зноб-Новгородське.

## Загальні відомості
- Населення ради: 2 278 осіб (станом на 2001 рік)

## Населені пункти
Селищній раді підпорядковані населені пункти:
- смт Зноб-Новгородське
- с. Кустине
- с. Люте

## Склад ради
Рада складається з 16 депутатів та голови.
- Голова ради: Черненко Анатолій Валентинович

### Керівний склад попередніх скликань
| Прізвище, ім'я, по батькові    | Основні відомості                                                        | Дата обрання | Дата звільнення |
| ------------------------------ | ------------------------------------------------------------------------ | ------------ | --------------- |
| Черненко Анатолій Валентинович | Селищний голова, 1954 року народження, освіта вища, безпартійний         | 26.03.2006   | 31.10.2010      |
| Черненко Анатолій Валентинович | Селищний голова, 1954 року народження, освіта вища, член Партії регіонів | 31.10.2010   |                 |

Примітка: таблиця складена за даними сайту Верховної Ради України

### Депутати
За результатами місцевих виборів 2010 року депутатами ради стали:

#### За суб'єктами висування
| Суб'єкт висування           | Кількість обраних депутатів | %    |
| --------------------------- | --------------------------- | ---- |
| Самовисування               | 7                           | 43,8 |
| Партія регіонів             | 5                           | 31,3 |
| Комуністична партія України | 2                           | 12,5 |
| Народна партія              | 2                           | 12,5 |

#### За округами
| № округу                    | Прізвище, ім'я, по батькові  | Дата визнання обраним | Освіта             | Партійна приналежність            | Відомості про обраного депутата                                      |
| --------------------------- | ---------------------------- | --------------------- | ------------------ | --------------------------------- | -------------------------------------------------------------------- |
| Комуністична партія України |                              |                       |                    |                                   |                                                                      |
| 2                           | Нечволод Сергій Степанович   | 01.11.2010            | вища               | член Комуністичної партії України | пенсіонер                                                            |
| 5                           | Воробйов Олексій Петрович    | 01.11.2010            | середня спеціальна | член Комуністичної партії України | Зноб-Новгородський будинок культури, художній керівник               |
| Народна Партія              |                              |                       |                    |                                   |                                                                      |
| 10                          | Кузьменко Михайло Федорович  | 01.11.2010            | вища               | член Народної партії              | ДП «Середино-Будський лісгосп», майстер лісу                         |
| 14                          | Маруха Олег Миколайович      | 01.11.2010            | вища               | член Народної партії              | ДП «Середино-Будський лісгосп», лісничий                             |
| Партія регіонів             |                              |                       |                    |                                   |                                                                      |
| 1                           | Федорова Олена Василівна     | 01.11.2010            | середня спеціальна | член Партії регіонів              | Зноб-Новгородська селищна рада, секретар                             |
| 3                           | Барканов Сергій Іванович     | 01.11.2010            | вища               | член Партії регіонів              | приватний підприємець, директор                                      |
| 4                           | Тітенко Олена Дмитрівна      | 01.11.2010            | середня спеціальна | член Партії регіонів              | Зноб-Новгородська селищна рада, бухгалтер                            |
| 9                           | Гончаров Михайло Миколайович | 01.11.2010            | середня спеціальна | член Партії регіонів              | ДПТНЗ «Зноб-Новгородський ПАЛ», старший майстер                      |
| 16                          | Сенченко Микола Сергійович   | 01.11.2010            | вища               | член Партії регіонів              | Зноб-Новгородська селищна рада, начальник госпрозрахункової дільниці |
| Самовисування               |                              |                       |                    |                                   |                                                                      |
| 6                           | Срібний Максим Григорович    | 01.11.2010            | вища               | член Партії регіонів              | Зноб-Новгородська селищна рада, землевпорядник                       |
| 7                           | Пустюльга Михайло Яковлевич  | 01.11.2010            | вища               | позапартійний                     | Кролецьке міське управління водного господарства, начальник дільниці |
| 8                           | Гасич Олександр Борисович    | 01.11.2010            | середня спеціальна | позапартійний                     | приватний підприємець, директор                                      |
| 11                          | Хоминіч Сергій Олексійович   | 01.11.2010            | середня спеціальна | позапартійний                     | Зноб-Новгородська лікарня, завгосп                                   |
| 12                          | Гуленок Олександр Іванович   | 01.11.2010            | середня            | позапартійний                     | ДПТНЗ «Зноб-Новгородський ПАЛ», тракторист                           |
| 13                          | Несмашний Олег Вікторович    | 01.11.2010            | вища               | позапартійний                     | Середино-Будська пожежна частина, інпектор                           |
| 15                          | Рубан Олексій Іванович       | 01.11.2010            | середня            | позапартійний                     | ДП «Будський агро лісгосп», майстер                                  |